# Allertonia
Allertonia (abreviado Allertonia) es una revista ilustrada con descripciones botánicas que es editada por el National Tropical Botanical Garden desde el año 1975.